# Linac
Linac é uma comuna francesa na região administrativa de Occitânia, no departamento de Lot. Estende-se por uma área de 12,3 km². Em 2010 a comuna tinha 240 habitantes (densidade: 19,5 hab./km²).